# Paolo Benvegnù
Paolo Giuseppe Benvegnù (Milano, 14 febbraio 1965 – Toscolano Maderno, 31 dicembre 2024) è stato un cantautore e chitarrista italiano.

## Biografia

### Inizi con gli Scisma e collaborazioni
Nel 1993 è tra i fondatori degli Scisma, gruppo di rock alternativo gardesano in cui è chitarrista e cantante. Con gli Scisma ha registrato, prodotto e composto tre dischi (Bombardano Cortina nel 1995, Rosemary Plexiglas nel 1997 e Armstrong nel 1999) ed inoltre ha partecipato a numerosi festival, anche di levatura internazionale, come Europa connection e Le printemps de Bourges (Francia). La band ha anche vinto il Premio Ciampi nel 1998 ed ha tenuto concerti in tutta Europa.
Dopo lo scioglimento degli Scisma, avvenuto nel 2000, Benvegnù si trasferisce a Firenze, dove collabora con Marco Parente nelle registrazioni dell'album Trasparente, pubblicato da Mescal/Sony. Riprende alcune performance recitative, partecipando a Le Avventure Di Pinocchio, della compagnia Mannini & Dall'Orto. Collabora con gli Üstmamò nell'album Tutto Bene (2001). e soprattutto con gli Otto'P'Notri, la band di Massimo Fantoni, Fabrizio Orrigo (entrambi poi confluiti nel progetto Piccoli Fragilissimi Film), David Bindi, Claudio Mangionello e Umberto Bartolini per i quali produrrà l'album Senza Pelle e con i quali condividerà il palco come supporto per il tour promozionale dell'album stesso.
Diventa poi uno dei quattro cantanti nel Presepe Vivente, spettacolo teatrale di e con David Riondino e Stefano Bollani. Inizia a trovare quindi un suo legame con la scena artistica fiorentina, e riesce a costruire un suo studio di registrazione a Prato.
Scrive il brano È solo un sogno, inserito da Irene Grandi nell'album Prima di partire (2003) e incluso poi nella successiva raccolta live Irenegrandi.hits, in una versione eseguita con Stefano Bollani.

### Esordi da solista
Nel frattempo, Benvegnù si accorda con le etichette discografiche toscane Santeria e Stoutmusic, che pubblicano il suo primo singolo da solista Suggestionabili e l'album di debutto Piccoli fragilissimi film (2004) composto insieme a Massimo Fantoni e Fabrizio Orrigo, con la produzione artistica di Massimo Fantoni e gli arrangiamenti di Massimo Fantoni, Orrigo, Andrea Franchi e Matteo Buzzanca per un solo brano, "il mare verticale"; con Orrigo e Massimo Fantoni Benvegnù condivide il palco durante il lungo tour di presentazione dell'album. Il disco viene subito apprezzato dagli appassionati del panorama musicale indipendente italiano e riceve ottimi riscontri anche dalla critica, che pubblica recensioni entusiastiche e che lo colloca tra i migliori dischi dell'anno.
Il disco segna una svolta nella musica di Benvegnù, che si lascia alle spalle le sperimentazioni e le incursioni in altri generi per una proposta scarna ed intimista, un cantautorato estremamente raffinato. L'album viene presentato dall'ufficio stampa Audioglobe che ne cura la distribuzione, come il progetto collettivo di un ensemble: L'ensemble, nato inizialmente come cellula anarco-insurrezionalista e poi trasformatasi in Ipersensibilista, fa capo a Firenze e Paolo Benvegnù, Gionni Dall'orto, Massimo Fantoni, Andrea Franchi, Fabrizio Orrigo ne sono gli esponenti principali. In alcune interviste lo stesso Paolo Benvegnù conferma lo spirito collettivo del progetto: Ho capito tante cose lavorando con Massimo Fantoni e Fabrizio Orrigo, mi hanno fatto venir voglia di incidere un nuovo album

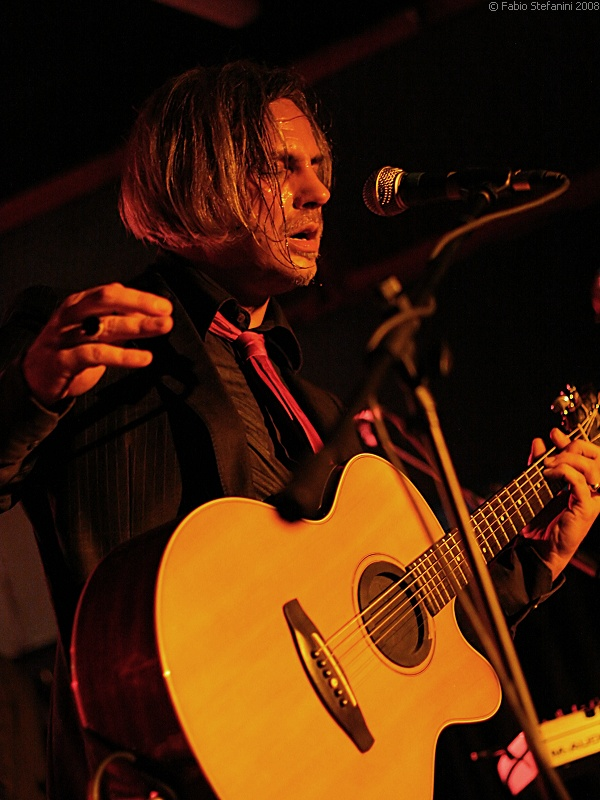
Paolo Benvegnù in un'esibizione al Circolo Magnolia di Segrate (12 marzo 2008)

In seguito ad un lungo tour di oltre 150 date, che vince il premio del Meeting delle Etichette Indipendenti come "Miglior tour 2004" e che si conclude a Firenze nell'ottobre 2005, Benvegnù si dedica nuovamente al teatro, con lo spettacolo Piccoli fragilissimi sport festa conclusiva di una lunga stagione di concerti, più di 170 date legate a Piccoli Fragilissimi Film, e che si conclude all'Auditorium Flog di Firenze il 12 novembre 2005
Nel giugno 2005 pubblica un nuovo EP: Cerchi nell'acqua, contenente l'omonima canzone, tre inediti (Il vento incalcolabile del sud, Rosa Lullaby e Piccoli fragilissimi film) ed una cover di In a Manner of Speaking dei Tuxedomoon. Nell'EP è presente anche il video di Cerchi nell'acqua di Tommaso Cerasuolo dei Perturbazione, gruppo amato da Paolo Benvegnù al punto che ne ha prodotto artisticamente l'album Canzoni allo specchio, ultima di una serie di produzioni di gruppi italiani e stranieri quali Otto'P'Notri, Terje Nordgarden, Brychan, Endura, Gianmarco Martelloni, Gestalt, Marilù Lorèn, Muriel, Soloincasa, Miriam e Moleskin. Tra le partecipazioni, invece, lo ricordiamo alla voce nel brano Via Dante dei Marta sui Tubi (inserito in C'è gente che deve dormire, 2005). Tra il 2006 e il 2007, inoltre, collabora come artista e produttore al disco Cime domestiche, reinterpretazione di brani folk insieme a Petra Magoni e Ares Tavolazzi.
Artista dalle tante sfaccettature, nel 2007 ha anche portato in scena alcune pièce teatrali all'interno di luoghi insoliti, come ristoranti o salotti di case private, dando così vita alla "trilogia dell'acqua" o "trilogia dei lavori umili" con Idraulici, Marinai e Camerieri.

### Le labbraeDissolution
Nell'ottobre 2007 viene pubblicato un nuovo EP, dalla nuova etichetta La Pioggia Dischi, intitolato 14-19. Il disco anticipa il successivo album del cantautore, ossia Le labbra, che viene pubblicato nel febbraio del 2008 dalla stessa etichetta e distribuito da Venus. Anche questo lavoro viene ottimamente recensito e viene accompagnato dal singolo Il nemico, presentato anche nella trasmissione televisiva Scalo 76 di Rai Due. Un nuovo tour impegna l'artista, che viene ospitato in numerosi festival e appuntamenti vari, come il V-Day di Torino e l'Ypsigrock con i dEUS.
Nel 2008 crea con Marco Parente il progetto "Proiettili buoni" che pubblicherà appunto l'album Proiettili buoni.
Ad inizio 2009 partecipa al progetto Il paese è reale ed alla relativa compilation Afterhours presentano: Il paese è reale (19 artisti per un paese migliore?), voluto da Manuel Agnelli degli Afterhours per sostenere e promuovere le realtà indie rock della scena underground italiana, con il brano Io e il mio amore.
Il 3 aprile 2009 lancia il suo EP 500, grazie al progetto virale liveCASTour, prodotto dal webzine indie-eye.it, che diffonde su cinque portali (xL, Music Zone, Tgcom, Mtv.it e Yahoo! Musica) cinque video live registrati a porte chiuse, per la regia di Michele Faggi.
Anticipato dal singolo Nel silenzio, il disco è stato prodotto da Fabrizio Barbacci (Ligabue, Roy Paci) e viene seguito da un tour che porta Benvegnù ad esibirsi, tra l'altro, al concerto del Primo Maggio a Roma, all'Italia Wave di Livorno e al Circolo degli Artisti di Roma nel concerto chiamato Dissolution, registrato e pubblicato su CD in versione live nel giugno 2010.
Nel 2009, la sua canzone Il mare verticale viene ricantata prima da Marina Rei, e poi da Giusy Ferreri per i rispettivi album Musa e Fotografie. Nello stesso anno duetta con il gruppo C.F.F. e il Nomade Venerabile nel brano Amore, presente nel disco Lucidinervi. Nel frattempo, Mina reinterpreta il brano Io e te (contenuto in Piccoli fragilissimi film) e lo inserisce nel suo disco Caramella, pubblicato nel maggio 2010.
Il video di Io e il mio amore, già presente nella compilation Il paese è reale e diffuso come singolo inedito del CD Dissolution, vince il "Premio Miglior Fotografia" al PIVI 2010 (premio promosso dal MEI di Faenza). Il brano si aggiudica anche il premio come "Miglior brano indipendente 2010" nel concorso TOP INDIES 2010, indetto dallo stesso MEI. Per tutto il 2010 Benvegnù è impegnato con il suo ennesimo tour, che lo porta a partecipare al Woodstock 5 Stelle di Beppe Grillo e a La città Aromatica di Mauro Pagani.

### HermanneEarth Hotel
Nel febbraio del 2011 viene pubblicato Hermann (La Pioggia Dischi/Venus). Il disco ottiene ancora una volta i favori della critica e viene presentato in numerose trasmissioni di Radio 1 (Start, Steronotte), Radio 2 (Radio 2 live, Moby Dick, Twilight) e Rai Tre (Parla con me). Nell'autunno 2011 Benvegnù riceve prestigiosi riconoscimenti: vince il premio Radioindie Music Like, (nell'ambito della Indie Music Like), vince il PIMI 2011 (Premio Italiano Musica Indipendente) nella categoria "Miglior solista dell'anno", che gli viene conferito il 27 novembre a Bari nell'ambito del Medimex e si classifica al secondo posto nella Targa Tenco 2011, nella categoria "Miglior disco in assoluto dell'anno".
Nel 2012 collabora con Marina Rei come coautore e cantante nel brano Nei fiori infranti, contenuto nel disco della cantante romana La conseguenza naturale dell'errore, e partecipa alla compilation Tributo a Ivan Graziani.
Nel 2013 Paolo Benvegnù alterna l'attività di produttore artistico in numerosi dischi, con una serie di concerti in duo con Andrea Franchi.
Nel 2014 collabora con i Lettera 22 come produttore artistico del loro nuovo album Le nostre domeniche, suonandovi anche la chitarra e partecipando agli arrangiamenti. Il 2 ottobre 2014 pubblica il video del brano inedito Una nuova innocenza, diretto da Mauro Talamonti. Si tratta di un vero e proprio cortometraggio girato a Bangkok e interpretato dallo svedese Ulf Pilblad e da Pimlux Muaypim. Il brano anticipa la pubblicazione del quarto LP del cantautore, ossia Earth Hotel uscito il 17 ottobre seguente.
Nel 2015 pubblica per l'etichetta Woodworm l'EP Mr Newman, insieme ai riformati Scisma. L'EP viene presentato dal vivo in un breve tour in Italia.

### I Racconti Delle Nebbie
Nel marzo del 2018 inizia la collaborazione con Nicholas Ciuferri, scrittore ed autore italiano, con il quale fonda il progetto I Racconti delle Nebbie che riscuote subito un successo di pubblico e critica. Il duo interseca le narrazioni di Nicholas Ciuferri con i brani di Paolo Benvegnù con continui rimandi e scambi delle parti tra cantato e narrato creando un grande ambiente evocativo.
Il primo album omonimo del duo esce il primo marzo dell'anno seguente per Woodworm Label e vede la partecipazione di Nicola Cappelletti al violino ed elettronica, Alessio Avallone alle illustrazione (questi due presenti anche in molte performance live), oltre che delle attrici Micol Pavoncello e Anna Bonaiuto. Nell'autunno del 2019 il duo diventa ufficialmente un quartetto con l'ingresso di Nicola Cappelletti e Riccardo Tesio (Marlene Kuntz).

### Dell'odio dell'innocenzaeDelle inutili premonizioni
Nel marzo 2020 la Black Candy pubblica l'album Dell'odio dell'innocenza.
Nel 2021 esce Delle inutili premonizioni (Black Candy), registrato in presa diretta nell'arco di una giornata, che presenta delle esecuzioni in acustico di vecchi brani di Benvegnù.
Nel 2022 viene pubblicato Delle inutili premonizioni - Vol. 2 (Black Candy/Officine della Cultura), album in cui Paolo Benvegnù reinterpreta 12 brani della new wave anni '80.

### Il ritorno a Woodworm,È inutile parlare d'amore
Nel settembre 2022 Woodworm ritorna a curare il management e l'attività discografica dell'autore pubblicando l'album È inutile parlare d'amore, anticipato dall'EP Solo fiori, che vedono collaborare Malika Ayane, Brunori Sas e Neri Marcorè come ospiti. L'album vince la Targa Tenco come miglior album in assoluto del 2024.

### Morte
Benvegnù è morto improvvisamente per un infarto a 59 anni la mattina del 31 dicembre 2024, mentre trascorreva le festività nella casa di famiglia a Toscolano Maderno, sul lago di Garda. La sera prima era andata in onda su Rai 3 la puntata registrata del programma Via dei Matti nº0, dove era stato ospite di Stefano Bollani e Valentina Cenni.

## Formazione
| Anno | Voce, Chitarra | Pianoforte, Tastiere | Chitarra           | Basso            | Batteria                      | Archi, Synth                      |
| ---- | -------------- | -------------------- | ------------------ | ---------------- | ----------------------------- | --------------------------------- |
| 2004 | Paolo Benvegnù | Fabrizio Orrigo      | Massimo Fantoni    | Gionni Dall'Orto | Andrea Franchi                | -                                 |
| 2008 | Paolo Benvegnù | -                    | Guglielmo Gagliano | Luca Baldini     | Andrea Franchi                | -                                 |
| 2011 | Paolo Benvegnù | -                    | Guglielmo Gagliano | Luca Baldini     | Andrea Franchi                | Michele Pazzaglia (synth)         |
| 2014 | Paolo Benvegnù | Matteo Carbone       | Guglielmo Gagliano | Luca Baldini     | Andrea Franchi, Ciro Fiorucci | Francesco Chimenti (violoncello)  |
| 2017 | Paolo Benvegnù | Marco Lazzeri        | -                  | Luca Baldini     | Andrea Franchi, Ciro Fiorucci | -                                 |
| 2020 | Paolo Benvegnù | -                    | Gabriele Berioli   | Luca Baldini     | Daniele Berioli               | Saverio Zacchei (trombone, synth) |
| 2022 | Paolo Benvegnù | Tazio Aprile         | Gabriele Berioli   | Luca Baldini     | Daniele Berioli               | Saverio Zacchei                   |
| 2024 | Paolo Benvegnù | Tazio Aprile         | Gabriele Berioli   | Luca Baldini     | Daniele Berioli               | Saverio Zacchei                   |

## Discografia

### Solista

#### Album in studio
- 2004 – Piccoli fragilissimi film (Stoutmusic/Santeria/Audioglobe)
- 2008 – Le labbra (La Pioggia Dischi/Venus)
- 2011 – Hermann (La Pioggia Dischi/Venus; edizione in vinile: Woodworm label)
- 2014 – Earth Hotel (Woodworm label)
- 2017 – H3+ (Woodworm label)
- 2020 – Dell'odio dell'innocenza (Black Candy)
- 2021 – Delle inutili premonizioni (Black Candy)
- 2022 – Delle inutili premonizioni - Vol. 2 (Black Candy/Officine della Cultura)
- 2024 – È inutile parlare d'amore (Woodworm Label)
- 2024 – Piccoli fragilissimi film – Reloaded (Woodworm Label)

#### EP
- 2005 – Cerchi nell'acqua (Stoutmusic/Santeria/Audioglobe)
- 2007 – 14-19 (La Pioggia Dischi/Venus)
- 2009 – 500 (La Pioggia Dischi/Venus)
- 2023 – Solo fiori (Woodworm label)

#### Album dal vivo
- 2010 – Dissolution (La Pioggia Dischi/Venus)

#### Singoli
- 2003 – Suggestionabili (Stoutmusic/Santeria/Audioglobe)
- 2020 – Pietre[36]
- 2023 – Non esiste altro [37] (feat. Malika Ayane)
- 2023 – Canzoni brutte (Woodworm Label)

#### Apparizioni in compilation
- 2004 – Suggestionabili in indies against IN(VI)DIE
- 2004 – Io e le cose in Un'attrazione un po' incosciente (Un omaggio a Giorgio Gaber)
- 2007 – Rimmel (feat. Macno) in ''Con quali occhi... (Un Omaggio A Francesco De Gregori)"
- 2008 – Cerchi nell'acqua (radio edit) in Io vivo in noi - Canzoni diversamente abili, pubblicato dall'associazione Onlus Gruppo Amici Insieme
- 2009 – Io e il mio amore in Afterhours presentano: Il paese è reale (19 artisti per un paese migliore?)
- 2010 – Breve storia di Francesco C., classe 1929 in Materiali resistenti
- 2012 – Io e le cose (Live) in Per Gaber... io ci sono
- 2012 – Olanda in Tributo a Ivan Graziani
- 2015 – Love in Portofino in Sotto il cielo di Fred
- 2020 – Causa ed infinito in Her dem amade me: siamo sempre pronte, siamo sempre pronti. A Lorenzo Orsetti
- 2023 – Cervi in Nella notte ci guidano le stelle - Canti per la resistenza

### Con gli Scisma

#### Album in studio
- 1995 – Bombardano Cortina (cd autoprodotto)
- 1997 – Rosemary Plexiglas (Catapulta/EMI)
- 1999 – Armstrong (Parlophone/EMI)

#### EP
- 2015 – Mr. Newman (Woodworm label)

### Con i Proiettili buoni
- 2008 – Proiettili buoni (Black Candy/Audioglobe)

### Con I Racconti delle Nebbie
- 2019 – I racconti delle nebbie (Woodworm label)

### Duetti
- Üstmamò - Tre volte noia (dall'album "Tutto bene", 2001)
- Liberal Carme - The breeze and I (dall'album "Dodici nuove polaroid", 2003)
- Deadburger - Luce (dall'album "Storie", 2003)
- C.F.F. e il Nomade Venerabile - Amore (dall'album "Lucidinervi", 2009)
- Il disordine delle cose - Quella sensazione di comodità (dall'album "Il disordine delle cose", 2009)
- Murièl - Cosa ricordi? (dall'album "Cosa decide?", 2009)
- Vandermars - Victim (dall'album "Blaze", 2011)
- Stefano Bollani - Troppo poco intelligente (dall'album "Il dottor Djembè", 2012)
- Il testimone - Piove (dall'album "Il Testimone - Bonus Track Version", 2012)
- Miriam - Io boia (dall'album "Sete", 2012)
- Liana Marino - Espero; Canto al mare (dall'EP "La grazia e l'eleganza", 2013)
- Giorgia Del mese - Imprescindibili (dall'album "Di cosa parliamo", 2013)
- Fabio Cinti - E lei sparò (dall'album "Madame Ugo", 2013)
- Facciascura - Uragano (dall'album "Stile di vita", 2013)
- Samcro - La ricostruzione (dall'album "Colpevoli", 2016)
- Fabio Cinti - Io Milano di Te (dall'album "Forze elastiche", 2016)
- Fabio Cinti - Son tornate a fiorire le cose (dall’album “Forze elastiche”, 2016)
- Volwo - Milano Immaginazione (dall'album "Dieci viaggi veloci", 2017)
- Daniele Celona - Maelstrom (dall'album "Abissi tascabili", 2018)
- Davide Matrisciano - La vacanza che non c'è (dall'album "Buona visione", 2019)
- Orchestra Multietnica di Arezzo - Cerchi nell'acqua; Fino all'ultimo minuto (dall'album "Culture contro la paura", 2019)
- Il Terzo Istante - Materia grigia (dall'album "Estraeo", 2019)
- Paolo Brancaleoni - Poeta solitario (dall'album "Memorie d'inizio millennio", 2020)
- Enrico Fink & Alexian Santino Spinelli - Paquito (dall'album "Romanò Simchà", 2021)
- Valeria Caliandro - Temporali (dall'album "Miniature", 2022)
- Nodo - Infinite jest (dal singolo "Infinite jest", 2022)
- Nicola Lotto - Nel volto (dall'EP "Tutti gli inverni", 2022)
- Léda - Tu mi bruci (dall'album "Marocco Speed", 2022)
- Oh! Eh! - La parola data (dall'album "Oh! Eh!", 2022)
- Francesco Di Bella - Avevo un progetto (dall'album "Play with me", 2022)
- Marina Rei - Il mare verticale (Live) (dall'album "Donna che parla in fretta - Live", 2023)
- Colbhi - Dark ballad (dall'album "Gigantografia di piccoli sospiri", 2023)
- Eugenio Rodondi - Terremoto (dal singolo "Terremoto", 2022, e dall'album "Gelicidio", 2023)
- Andrea Satta - Suonano le sirene (dall'album "Niente di nuovo tranne te", 2023)
- Corimè - Prima di tutto (dall'album "Disarmo", 2024)
- Olden - La fretta e la pazienza (dall'album "La fretta e la pazienza", 2024)